# Halowe Mistrzostwa Świata w Lekkoatletyce 2016 – trójskok mężczyzn
Trójskok mężczyzn – jedna z konkurencji technicznych rozgrywanych podczas halowych lekkoatletycznych mistrzostw świata w Oregon Convention Center w Portlandzie.
Tytułu mistrzowskiego z 2014 nie bronił Rosjanin Lukman Adams.

## Minimum kwalifikacyjne
Aby zakwalifikować się do mistrzostw, należało wypełnić minimum kwalifikacyjne wynoszące 17,00 m (uzyskane w okresie od 1 stycznia 2015 do 7 marca 2016). Zaplanowano od razu konkurs finałowy (bez eliminacji), z udziałem 16 zawodników.

## Terminarz
| Data     | Godzina |       |
| -------- | ------- | ----- |
| 19 marca | 17:00   | Finał |

## Rekordy
W poniższej tabeli przedstawiono (według stanu przed rozpoczęciem mistrzostw) halowe rekordy świata, poszczególnych kontynentów oraz halowych mistrzostw świata.
|                                   | Zawodnik        | Wynik | Miejsce      | Data                  |
| --------------------------------- | --------------- | ----- | ------------ | --------------------- |
| Halowy rekord świata              | Teddy Tamgho    | 17,92 | Paryż        | 6 marca 2011(dts)     |
| Rekord halowych mistrzostw świata | Teddy Tamgho    | 17,90 | Doha         | 14 marca 2010(dts)    |
| Halowy rekord Afryki              | Ajayi Agbebaku  | 17,00 | Dallas       | 30 stycznia 1982(dts) |
| Halowy rekord Ameryki Południowej | Jadel Gregório  | 17,56 | Moskwa       | 12 marca 2006(dts)    |
| Halowy rekord Ameryki Północnej   | Aliecer Urrutia | 17,83 | Sindelfingen | 1 marca 1997(dts)     |
| Halowy rekord Australii i Oceanii | Andrew Murphy   | 17,20 | Lizbona      | 9 marca 2001(dts)     |
| Halowy rekord Azji                | Dong Bin        | 17,40 | Nankin       | 29 lutego 2016(dts)   |
| Halowy rekord Europy              | Teddy Tamgho    | 17,92 | Paryż        | 6 marca 2011(dts)     |

## Listy światowe
Tabela przedstawia 10 najlepszych wyników uzyskanych w sezonie halowym 2016 przed rozpoczęciem mistrzostw.
| Lp. | Zawodnik          | Wynik | Data      | Miejsce   |
| --- | ----------------- | ----- | --------- | --------- |
| 1.  | Dong Bin          | 17,41 | 29 lutego | Nankin    |
| 2.  | Chris Carter      | 17,06 | 12 marca  | Portland  |
| 3.  | Eric Sloan        | 17,03 | 13 lutego | Portland  |
| 4.  | Max Heß           | 17,00 | 28 lutego | Lipsk     |
| 5.  | Alexis Copello    | 16,99 | 6 lutego  | Karlsruhe |
| 6.  | Teddy Tamgho      | 16,98 | 28 lutego | Aubière   |
| 7.  | Omar Craddock     | 16,96 | 12 marca  | Portland  |
| 8.  | Chris Benard      | 16,93 | 12 marca  | Portland  |
| 9.  | Harold Correa     | 16,91 | 28 lutego | Aubière   |
| 10. | Benjamin Compaoré | 16,88 | 28 lutego | Aubière   |

## Wyniki
| CR – rekord mistrzostw \| NR – rekord kraju \| AR – rekord kontynentu \| SB – najlepszy wynik w sezonie \| PB – rekord życiowy |

### Finał
Źródło: IAAF
| Poz. | Zawodnik          | Reprezentacja     | #1    | #2    | #3    | #4    | #5    | #6    | Rezultat | Uwagi |
| ---- | ----------------- | ----------------- | ----- | ----- | ----- | ----- | ----- | ----- | -------- | ----- |
| 01 ! | Dong Bin          | Chiny             | 17,18 | 16,20 | 17,29 | 16,98 | 17,33 | x     | 17,33    |       |
| 02 ! | Max Hess          | Niemcy            | 16,25 | 16,37 | x     | 17,14 | x     | 17,14 | 17,14    | PB    |
| 03 ! | Benjamin Compaoré | Francja           | 16,77 | x     | 17,00 | –     | 17,04 | 17,09 | 17,09    | SB    |
| 4.   | Nelson Évora      | Portugalia        | x     | 16,66 | 16,63 | 16,89 | 16,89 | x     | 16,89    | SB    |
| 5.   | Omar Craddock     | Stany Zjednoczone | 16,58 | 16,33 | –     | 16,52 | 16,87 |       | 16,87    |       |
| 6.   | Tosin Oke         | Nigeria           | 16,73 | 16,65 | x     | x     | 16,64 |       | 16,73    | SB    |
| 7.   | Pablo Torrijos    | Hiszpania         | 16,16 | 16,20 | 16,51 | 16,30 | 16,67 |       | 16,67    |       |
| 8.   | Nazim Babayev     | Azerbejdżan       | x     | 16,36 | 16,07 | 16,43 | 16,41 |       | 16,43    |       |
| 9.   | Harold Correa     | Francja           | 16,12 | 16,30 | x     |       |       |       | 16,30    |       |
| 10.  | Marian Oprea      | Rumunia           | 16,05 | 15,98 | 16,27 |       |       |       | 16,27    |       |
| 11.  | Chris Benard      | Stany Zjednoczone | 16,14 | x     | 16,15 |       |       |       | 16,15    |       |
| 12.  | Alphonso Jordan   | Stany Zjednoczone | 16,11 | x     | 15,99 |       |       |       | 16,11    |       |
| 13.  | Jonathan Drack    | Mauritius         | 16,04 | x     | 15,82 |       |       |       | 16,04    |       |
| 14.  | Olu Olamigoke     | Nigeria           | 13,73 | 15,59 | 15,94 |       |       |       | 15,94    | SB    |
| 15.  | Roman Walijew     | Kazachstan        | x     | 15,54 | x     |       |       |       | 15,54    |       |
| 16.  | Yordanis Durañona | Dominika          | 15,27 | x     | –     |       |       |       | 15,27    | SB    |